# René Vierne
René Vierne (* 11. März 1878 in Lille; † 29. Mai 1918 bei Verdun) war ein französischer Komponist und Organist.

## Leben und Wirken
René Vierne war der jüngere Bruder des berühmten Organisten Louis Vierne und kam 1889 an eine katholische Priesterschule in Versailles. Bald nahm er Orgelstunden bei seinem Bruder und wurde 1899 Gasthörer bei Alexandre Guilmant am Pariser Konservatorium, wo er 1906 den ersten Preis im Fach Orgel gewann.
Bereits während des Studiums wurde er Organist an der Dominikanerkirche in der Rue du Faubourg Saint-Honoré, 1904 als Nachfolger des verstorbenen Camille Andrès Titularorganist an der Kirche Notre-Dame-des-Champs.
1914 wurde Vierne zum Kriegsdienst einberufen. Am 29. Mai 1918 kam er auf dem Plateau Branscourt (Marne) in der Nähe von Verdun bei der Explosion einer österreichischen Granate ums Leben.
Vierne hinterließ polyphone Kompositionen für die Orgel und das Harmonium sowie eine Méthode d’harmonium (Harmoniumschule).
Marcel Dupré widmete ihm das Werk Prélude et fugue en si majeur.